# Traumatismo abdominal
Un traumatismo abdominal es una lesión grave en el abdomen, bien sea por golpes contusos o por heridas penetrantes. El traumatismo abdominal es una causa frecuente de discapacidad y mortalidad significativa. Debido a potenciales heridas anatómicas y funcionales de las vísceras y tejidos blandos abdominales incluyendo el hígado, intestino, médula espinal o los grandes vasos sanguíneos, las lesiones abdominales son urgencias médicas que si no son tratadas rápida y adecuadamente pueden dar como resultado la muerte.
Los signos y síntomas de un trauma abdominal incluyen dolor abdominal, distensión o rigidez abdominal, y moretones de la pared externa del abdomen. Todo trauma abdominal presenta un riesgo grave de pérdida de sangre e infección. El diagnóstico puede implicar la ecografía, tomografía computarizada y el lavado peritoneal, y el tratamiento con frecuencia incluye la cirugía.

## Clasificación
El trauma abdominal se divide en dos tipos: contundente y penetrante. Aunque el trauma abdominal penetrante se diagnostica normalmente basándose en los signos clínicos, es más probable que el diagnóstico de un trauma abdominal contuso se pierda debido a que los signos clínicos son menos notorios. Las lesiones contusas predominan en las zonas rurales, mientras que los penetrantes son más frecuentes en los entornos urbanos. El traumatismo penetrante se subdividen en punzocortantes y heridas por armas de fuego, que tienen diferentes abordajes.

## Etiología

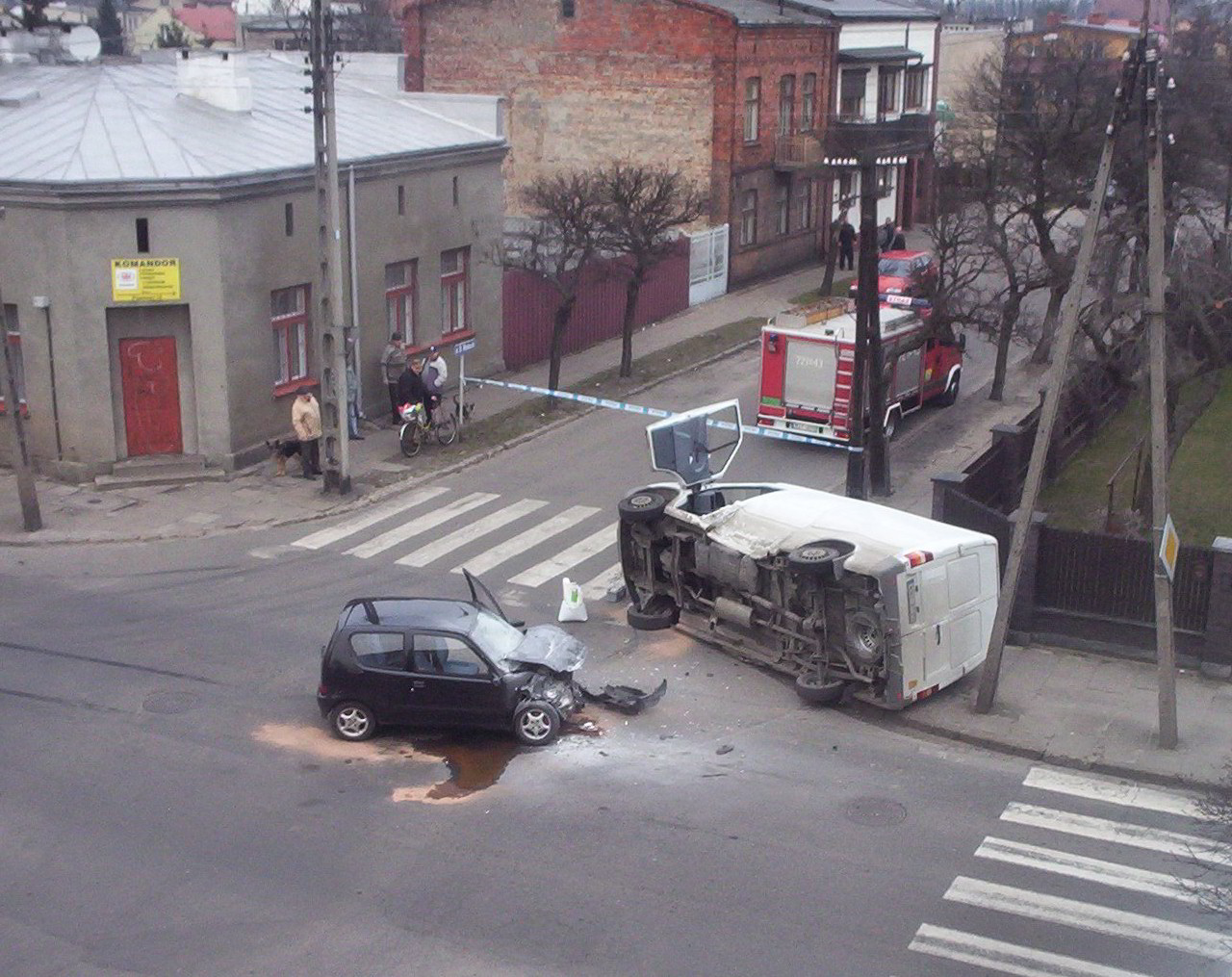
Un estudio demostró que los accidentes automovilísticos, como este en Polonia, son la principal causa de traumatismo abdominal contuso en pacientes de la edad pediátrica.

Los accidentes de tráfico son una causa común de trauma abdominal contundente. Los cinturones de seguridad reducen la incidencia de traumatismos en la cabeza y tórax, pero constituyen una amenaza para los órganos abdominales, tales como el páncreas y los intestinos, que suelen ser comprimidos contra la columna vertebral. Los niños son especialmente vulnerables a la lesión abdominal de los cinturones de seguridad, porque tienen más regiones abdominales más suaves y el cinturón de seguridad no ha sido diseñado para adaptarse a ellos.
En los niños, los accidentes de bicicleta son también una causa común de lesión abdominal, especialmente cuando el abdomen golpea sobre el manubrio. Las lesiones abdominales asociados a deportes pueden afectar a órganos como el bazo y los riñones. Las caídas y los deportes también son mecanismos frecuentes de lesión abdominal en los niños. La lesión abdominal en un niño puede también resultar de abuso y es la segunda causa de abuso relacionados con la muerte de menores, después de la lesión cerebral traumática.
Las heridas de bala, que son lesiones de alta energía en comparación con las heridas de arma blanca, suelen ser más dañinos que esta última. Las heridas de bala que penetran en el peritoneo resultan en daños significativos a las grandes estructuras intra-abdominales en más del 90 por ciento de los casos.

## Patogenia
Un trauma abdominal puede ser mortal, porque los órganos abdominales, especialmente los de espacio retroperitoneal, pueden sangrar profusamente, y es una cavidad con espacio que puede contener una gran cantidad de sangre. Los órganos abdominales sólidos, tales como el hígado y los riñones, sangran profusamente cuando son cortadas o rotas, al igual que los principales vasos sanguíneos, tales como la aorta y la vena cava. Los órganos huecos como el estómago, aunque no es tan probable que resulte en un sangrado profundo, presentan un grave riesgo de infección, en particular aquellas lesiones que no son tratadas rápidamente. Los órganos gastrointestinales como el intestino puede derramar su contenido en la cavidad abdominal. Tanto la hemorragia como la infección sistémica son las principales causas de muertes que resultan de traumas abdominales.
Uno o más de los órganos intra-abdominales pueden ser lesionados en el trauma abdominal. Las características de la lesión se determinan en parte por el órgano u órganos lesionados. 

### Hígado
El hígado, el órgano abdominal más vulnerables ante una lesión contusa a causa de su tamaño y su ubicación en el cuadrante superior derecho del abdomen, resulta lesionado en un cinco por ciento de todas las personas admitidas en un hospital con trauma. El hígado es también vulnerable a traumatismos penetrantes. Las lesiones de hígado presentan un grave riesgo ante golpes contundentes porque el tejido hepático es delicado y tiene un gran suministro de sangre. En los niños, el hígado es el más perjudicado de los órganos abdominales. El hígado puede ser lacerado o contuso, y pueden desarrollar hematomas. Se pueden producir fugas biliares, por lo general sin consecuencias graves. Si resulta gravemente lesionado, el hígado puede causar suficiente sangrado para causar la muerte por desangramiento, que requiere cirugía de emergencia para detener la hemorragia...

### Bazo
El bazo es el segundo órgano intra-abdominal  más perjudicado en los traumatismos abdominales en niños. Una laceración del bazo puede estar asociada con un hematoma. Debido a la capacidad del bazo a sangrar profusamente, la ruptura del bazo puede ser mortal, por medio de un choque hipovolémico. Sin embargo, a diferencia del hígado, el traumatismo penetrante del bazo, del páncreas y de los riñones no posan una amenaza inmediata de choque por una injuria a menos que uno de los principales vasos sanguíneos que suple el suministro de estos órganos sea lesionado, tal como la arteria renal. Las fracturas de las costillas izquierdas inferiores están asociados con laceraciones del bazo en 20 por ciento de los casos.

### Páncreas
El páncreas puede ser lesionado en el trauma abdominal, por ejemplo, seguido de una laceración o contusión. Las lesiones de páncreas, en la mayoría de los accidentes causados por bicicleta, sobre todo por el impacto con el manubrio en niños y accidentes de tránsito en adultos, por lo general se producen de forma aislada en los niños y acompañado de otras lesiones en los adultos. Los indicios de que el páncreas está lesionado incluyen un aumento del volumen del páncreas y la presencia de líquido alrededor del órgano.

### Riñones
Los riñones también pueden ser lesionados en traumatismos abdominales, a pesar de estar un tanto pero no totalmente protegidos por las costillas. Las contusiones y laceraciones renales también ocurren con frecuencia. La lesión renal, un hallazgo común en niños con traumatismo abdominal romo, puede estar asociada con sangre en la orina. Las laceraciones renales pueden estar asociadas con urinomas, y fugas de orina en el abdomen.

### Intestino
El intestino delgado ocupa  gran parte del abdomen y puede resultar dañado en lesiones penetrantes. El intestino puede resultar perforado, y la presencia de gas en la cavidad abdominal visualizada en una tomografía axial computarizada se interpreta como un signo diagnóstico de perforación intestinal. Sin embargo, la presencia de aire en la cavidad intra-abdominal también puede ser por causa de neumotórax—aire en la cavidad pleural fuera de los pulmones que se ha escapado de las vías respiratorias—o neumomediastino—aire en el mediastino, el centro de la cavidad torácica—. Una lesión intestinal puede estar asociada con complicaciones tales como infección, absceso, obstrucción intestinal, y la formación de fístulas. La perforación intestinal debe ser reparada quirúrgicamente.

## Diagnóstico

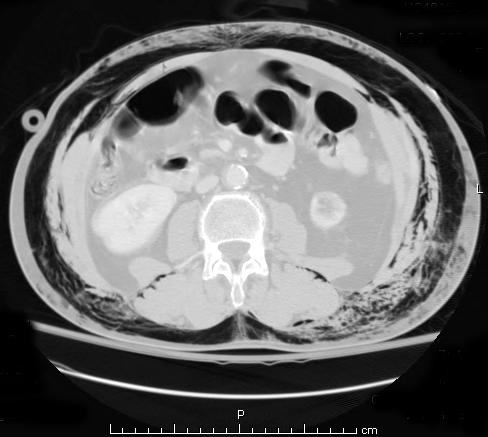
Enfisema subcutáneo vista en una tomografía axial computarizada. Se observa en la TAC como un salpicado oscuro entre el tejido subcutáneo que rodea el abdomen.

Un estudio encontró que el diez por ciento de pacientes politraumatizados que no tenían signos clínicos de lesión abdominal tenían evidencias  radiológicas de imagen de tales lesiones. Las técnicas de diagnóstico  más utilizadas incluyen la tomografía, ecografía, y rayos X. Los rayos X pueden ayudar a determinar el trayecto de un objeto penetrante y localizar cualquier objeto extraño que queda en la herida, pero no suele ser útil en el traumatismo contuso.
El lavado peritoneal diagnóstico es una técnica controvertida, pero puede ser usada para detectar lesiones a órganos abdominales: se coloca un catéter en la cavidad peritoneal, y si hay líquido presente, es examinado por aspiración en busca de evidencias de sangre o de ruptura de órganos. Si el procedimiento no revela indicios de lesiones, se infunde solución fisiológica estéril en la cavidad abdominal, luego se extrae y examina en busca de sangre o de otras sustancias como el conteo de glóbulos rojos, valores de amilasa, fosfatasa alcalina y bilirrubina. Para heridas punzantes en el abdomen, el lavado peritoneal diagnóstico tiene una sensibilidad en la detección de lesiones intraabdominales que supera el 95%. Si bien lavado peritoneal es una forma efectiva de buscar evidencias de sangrado, conlleva un riesgo de lesiones a los órganos abdominales, puede ser difícil de realizar, y podrá dar como resultado una cirugía innecesaria, por lo que ha sido sustituido por el ultrasonido en Europa y América del Norte.
La ecografía puede detectar fluidos como la sangre o contenido gastrointestinal en la cavidad abdominal y es un procedimiento no invasivo y relativamente seguro para el paciente. La tomografía computarizada de exploración es la técnica preferida para las personas que no están en riesgo inmediato de choque, pero ya que la ecografía se puede realizar en una sala de emergencia, este último se recomienda para personas que no están lo suficientemente estables como para pasar al tomógrafo. Sin embargo, los pacientes con traumatismo abdominal con frecuencia necesitan la tomografía computarizada para otros traumatismos concomitantes, por ejemplo, cráneo o tórax. En estos casos, la TAC abdominal se puede realizar al mismo tiempo, sin perder tiempo en la atención de los pacientes.
La laparoscopia diagnósitica o la laparotomía exploratoria también puede llevarse a cabo si otros métodos de diagnósticos no arrojan resultados concluyentes. La tomografía sigue siendo una importante herramienta de diagnóstico debido a su especificidad para las lesiones hepáticas, esplénicas y renales. El papel de la laparoscopia puede verse ampliada en el futuro con la disponibilidad de laparoscopio de menor calibre que pueda ser insertado bajo anestesia local.

### Examen físico
El examen físico del abdomen es poco fiable, sin embargo, la presencia de rigidez o distensión abdominal en un paciente con traumatismo en el tronco es una indicación de pronta cirugía exploratoria. Las drogas, el licor y concomitantes traumatismos craneales o de la médula espinal con frecuencia complican el examen físico. La exploración puede también ser poco práctica en pacientes que requieren anestesia general para el tratamiento de otras lesiones. 
El enfoque diagnóstico para heridas penetrar y traumatismos contusos difieren sustancialmente. Las heridas de bala en el abdomen anterior, entre el cuarto espacio intercostal y la sínfisis púbica, cuya trayectoria por radiografía o basado en la herida de entrada y salida sugiere penetración peritoneal suelen ser sometetidos a una laparotomía exploratoria. Las heridas de bala en la pared posterior o en el flanco son más difíciles de evaluar debido al mayor grosor del tejido entre la piel y los órganos abdominales, de modo que una herida punzante que penetre hacia la cavidad peritoneal tiene menos probabilidades de lesionar a los órganos intraabdominales. Las puñaladas anteriores y laterales producen heridas en el tronco que a menudo suelen ser exploradas con anestesia local en la sala de emergencia para determinar si el peritoneo ha sido penetrado. Las heridas que no penetran la cavidad peritoneal no requieren una nueva evaluación.

## Tratamiento

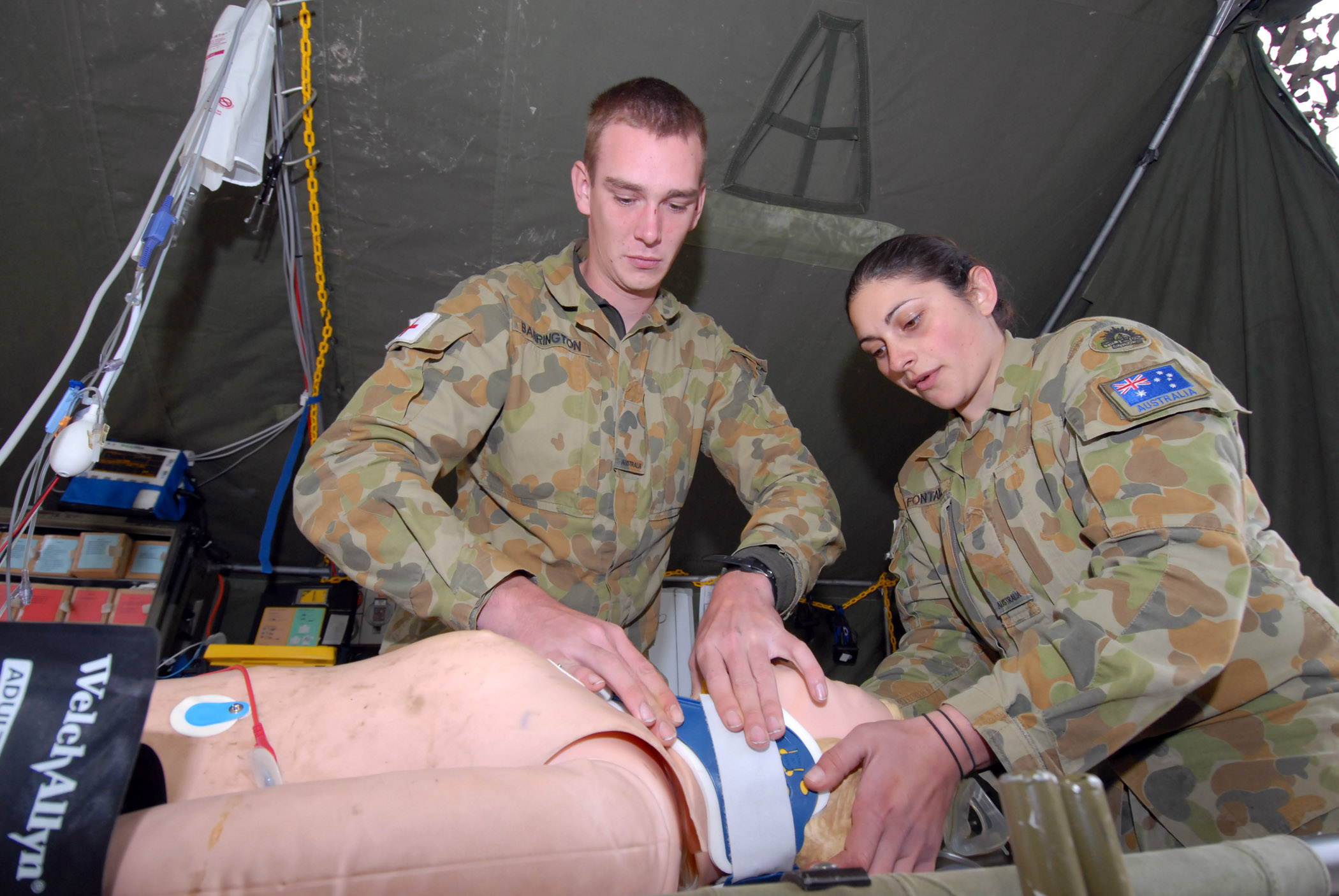
Un equipo médico de las Fuerzas Armadas de Australia durante un ejercicio simulando la atención de un herido por proyectil.

El tratamiento inicial consiste en la estabilización del paciente asegurando una adecuada vía aérea, respiración efectiva y circulación, y poder identificar con detenimiento las lesiones implicadas. La exploración quirúrgica es necesaria para los pacientes con lesiones penetrantes y signos de peritonitis o en choque hemorrágico. El manejo conservador puede estar indicado en pacientes con estabilidad hemodinámica. En situaciones de hemorragia intrabdominal está indicada la laparotomía y packing. Recientemente se han descrito alternativas al packing hepático tradicional con sistemas de vacío para el control de la hemorragia.

## Pronóstico
Si lesión abdominal no se diagnostica con prontitud se espera un peor pronóstico. El retraso en el tratamiento se asocia con una alta morbilidad y especialmente la mortalidad, especialmente si se trata de casos con perforación del tracto gastrointestinal.
La mayoría de muertes a causa de trauma abdominal son prevenibles, de hecho es una de las causas más comunes de muertes prevenibles relacionadas con el trauma.